# Karel Svoboda (zeneszerző)
Karel Svodoba (Prága, 1938. december 19. – Jevany, 2007. január 28.) cseh könnyűzenei zeneszerző. Az 1970-es évek több televíziós sorozatának a zenéjét is ő komponálta.

## Munkái
Karel Svoboda Csehszlovákiában, Prágában született. Az orvostudományi egyetemet háromévi tanulás után otthagyta, s elkezdett popdalokat írni. 1963-ban a Mefisto nevű rockbanda zongoristája lett. 1968-ben Karel Gottnak ő írta a Lady Karnevalt. Svoboda összesen 80 zeneszámot írt neki.
Svoboda a német ZDF csatornának több mint 30 éven át írt zenét, például a Maja, a méhecske, a Viki, a viking és Nils Holgersson csodálatos utazása a vadludakkal zeneszerzője volt.